# Philippe Lesbroussart
Philippe Lesbroussart, né à Gand le 25 mars 1781 et mort à Ixelles le 4 mars 1855, est un littérateur et un fonctionnaire belge. Il est le fils de l'historien Jean-Baptiste Lesbroussart (1747-1818).

## Biographie
D'abord chef de bureau dans le département de la Dyle, Philippe Lesbroussart préféra continuer sa carrière dans l'enseignement et devint professeur de seconde au lycée de Gand, professeur à l'École centrale de Bruxelles ainsi que professeur de lettres latines à la Faculté des Lettres de l'Université impériale à Bruxelles (1806-1817).
Après l'indépendance de la Belgique, il devint de 1830 à 1835 administrateur général du Ministère de l'Instruction Publique. Mais c'est toujours à l'enseignement qu'il donna ses préférences et devint à partir de 1835 professeur à l'Université de Liège.
Polygraphe comme son contemporain Reiffenberg, son nom apparaît un peu partout dans les activités culturelles, littéraires et académiques de son temps. Il était un hôte assidu du salon des Quetelet à l'Observatoire, "un des endroits les plus vivants du règne de Léopold Ier", disait Albert Ghislain, où se côtoyait toute l'élite savante, écrivante et pensante de la naissante Belgique.
Il fut, entre autres, membre de la Société de littérature de Bruxelles, membre de l'Académie royale et fondateur de la mythique Société des douze.

## Son œuvre littéraire
Son poème Les Belges, dans lequel il croyait égaler Dante ou Camoens, n'est pas devenu la grande épopée nationale et n'a pas réussi à franchir la rampe jusqu'à nous.
De même ses satires en vers, n'ont pas fait de lui un second Horace, leur titre est déjà tout un programme :
- L'Alogistonomie ou l'Art de déraisonner par écrit.
- Épître à Sa Majesté Akdola I, roi des Puris, s. d. (1826 ?)

Même si tout cela est fort oublié, il reste néanmoins connu par une rue fort animée d'Ixelles, qui nous rappelle ces instants de gloire.